# Mediana edad
La mediana edad hace referencia a las personas no ancianas que han llegado a la mitad del tiempo que se espera que un ser humano viva o han superado la mitad de dicho tiempo. No existe un consenso universal sobre cuál es la definición exacta de mediana edad. El rango exacto está sujeto a debate académico, pero suponiendo que un ser humano vive 70 años, podriamos decir que las personas de mediana edad son las que tienen entre 35 y 55 años. Esta fase de la vida está marcada por un deterioro físico, cognitivo y social gradual en los individuos a medida que envejecen.

## Edad adulta media
Este período de tiempo generalmente se denomina "edad adulta media" o más comúnmente "mediana edad" y puede definirse como el período comprendido desde los 35, 40 o 45 hasta los 55, 60 o 65 años de edad. Pueden ocurrir muchos cambios entre la edad adulta joven y esta etapa.
Aquellos en la edad adulta media o de mediana edad continúan desarrollando relaciones y adaptándose a los cambios en las relaciones. Estos cambios son muy evidentes en las relaciones de maduración entre niños en crecimiento o adultos y padres que envejecen. La participación comunitaria es bastante típica de esta etapa de la edad adulta, al igual que el desarrollo profesional continuo.

### Características físicas
Los adultos de mediana edad pueden comenzar a mostrar signos visibles de envejecimiento. Este proceso puede ser más rápido en mujeres que tienen osteoporosis. Pueden ocurrir cambios en el sistema nervioso. La capacidad para realizar tareas complejas permanece intacta.
Después de los 40 años, la mujer experimenta la menopausia, que acaba con la fertilidad natural. La menopausia puede tener muchos efectos secundarios. Pueden ocurrir cambios en la piel, y otros cambios pueden incluir una disminución en la aptitud física, incluida una reducción en el rendimiento aeróbico, una disminución en la frecuencia cardíaca máxima y encanecimiento y pérdida de cabello. Se ha demostrado que la sensibilidad sensorial en adultos de mediana edad es una de las más bajas. Estas mediciones son generalidades y las personas pueden exhibir cambios a diferentes ritmos y momentos.
Las tasas de mortalidad pueden comenzar a aumentar, debido principalmente a problemas de salud como problemas cardíacos, cáncer, hipertensión y diabetes. Aun así, la mayoría de las personas de mediana edad en los países industrializados o con IDH muy alto pueden esperar vivir hasta una edad avanzada.
A partir de los 35 años, se considera que las mujeres embarazadas tienen una edad materna avanzada y comienzan a producirse disminuciones significativas en la fertilidad que generalmente terminan con la menopausia después de los 40 años.La menopausia empieza comúnmente en algún momento entre los 45 y 55 años.

### Cognitivo
Erik Erikson se refiere a este período de la edad adulta como generatividad versus estancamiento, la séptima de ocho etapas de las etapas de desarrollo psicosocial de Erikson. Las personas en la edad adulta media o de mediana edad pueden experimentar cierta pérdida cognitiva, que generalmente pasa desapercibida porque se desarrollan experiencias y estrategias de vida para compensar cualquier disminución en las capacidades mentales.
Durante esta etapa, los adultos suelen esforzarse por tener cosas que les duren más. La generatividad, que es la preocupación y el compromiso que tienen las personas de mediana edad con las generaciones futuras, es una gran parte del desarrollo durante esta etapa.

### Características sociales y de personalidad
Para algunos, la satisfacción conyugal permanece intacta, pero otras relaciones familiares pueden volverse más difíciles. La satisfacción profesional se centra más en la satisfacción interior y la satisfacción y menos en la ambición y el deseo de avanzar. Aun así, los cambios de carrera ocurren con frecuencia. La edad adulta media o la mediana edad puede ser un momento en el que las personas reexaminan sus vidas haciendo un balance y evaluando sus logros. La moralidad puede cambiar y volverse más consciente. La percepción de que quienes se encuentran en esta etapa del desarrollo de la vida atraviesan la llamada crisis de la mediana edad es en gran medida falsa. Las características de la personalidad permanecen estables durante este período, y las relaciones en la edad adulta media pueden continuar evolucionando hacia conexiones estables.